# Pseuderemias savagei
Pseuderemias savagei är en ödleart som beskrevs av  Carl Gans LAURENT och PANDIT 1965. Pseuderemias savagei ingår i släktet Pseuderemias och familjen lacertider. Inga underarter finns listade i Catalogue of Life.